# Entortellament
L'entortellament (o nombre d'entortellament) és una propietat en l'àmbit de la teoria de nusos. Sigui L el diagrama orientat d'un nus (o, en general, un enllaç) i C(L) el conjunt de tots els seus encreuaments, es defineix el seu entortellament com:
on p és un encreuament i {\displaystyle \epsilon (p)} pren el valor 1 o -1 segons el tipus d'encreuament:
|                                |  |                                 |
| {\displaystyle \epsilon (p)=1} |  | {\displaystyle \epsilon (p)=-1} |

El fet que l'entortellament no es mantingui respecte al primer moviment de Reidemeister (tot i que sí que es manté pel segon i el tercer) fa que no es tracti d'un invariant de nusos. Encara més, ni tan sols és un valor fixat per diagrames minimals d'un nus. N'és un exemple el parell de Perko, que no comparteix entortellament.